# Warna
Warna (bułg. Варна) – miasto w Bułgarii. Stolica obwodu Warna i gminy Warna. Port nad Morzem Czarnym. Jest trzecim pod względem liczby ludności miastem Bułgarii (po Sofii i Płowdiwie). Według danych szacunkowych Ujednoliconego Systemu Ewidencji Ludności oraz Usług Administracyjnych dla Ludności, 15 września 2023 roku miejscowość liczyła 349 298 mieszkańców.

## Historia

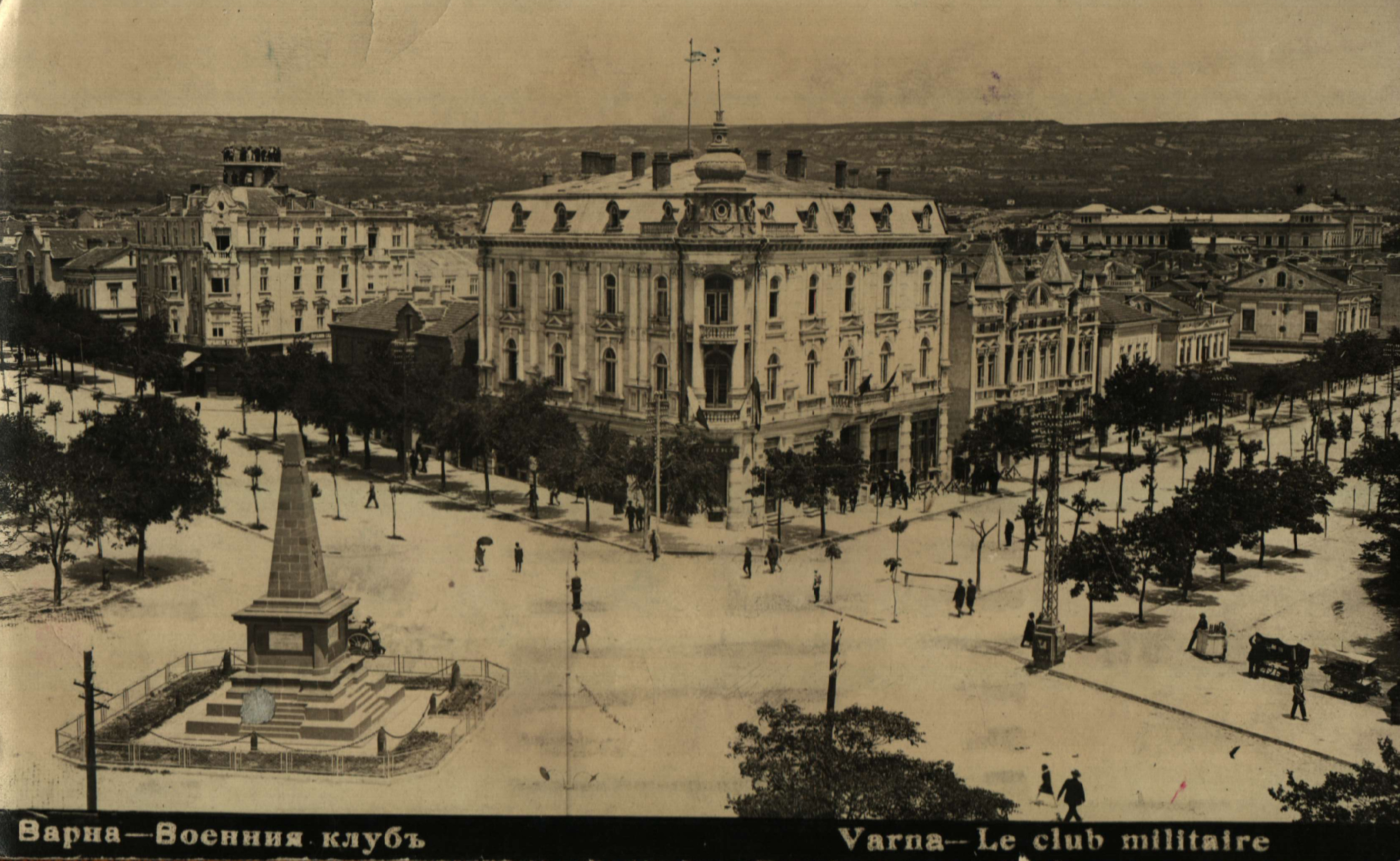
Warna w 1931

Na miejscu wcześniejszej osady powstała około 580 p.n.e. grecka kolonia Odessos. Miasto było potem częścią Imperium Rzymskiego, a następnie Bizancjum.
W VII wieku miasto zniszczone przez Słowian lub Awarów. Słowianie założyli nowe miasto w okolicach starego, nazywając je Warna. Weszło ono w skład państwa bułgarskiego. W 971 Bizancjum odzyskało miasto, lecz w 1201 ponownie utraciło je na rzecz odrodzonego państwa bułgarskiego. W XIII i XIV wieku Warna była ważnym portem drugiego państwa bułgarskiego, przez który eksportowano zboże na statkach Wenecji i Genui.
W 1389 zdobyta przez Turków, w 1399 splądrowana przez Tatarów Złotej Ordy.
10 listopada 1444 pod Warną stoczono bitwę między oblegającą miasto armią węgierską dowodzoną przez króla polskiego i węgierskiego Władysława III (Warneńczyka) a wojskami tureckimi pod dowództwem sułtana Murada II. Bitwa zakończyła się klęską wojsk chrześcijańskich i śmiercią polskiego króla.
Przez następne stulecia Warna należała do Imperium osmańskiego, stając się ważną twierdzą w XVIII i XIX wieku. 
Po odzyskaniu niepodległości od 1878 jest w granicach Bułgarii.
W latach 1949–1956 miasto nosiło nazwę Stalin.
Jedną z głównych ulic Warny jest Bulwar Władysława Warneńczyka (w 1945 roku przemianowany na Bulwar Stalina, od 1956 roku do upadku komunizmu Bulwar Karola Marksa)

## Zabytki

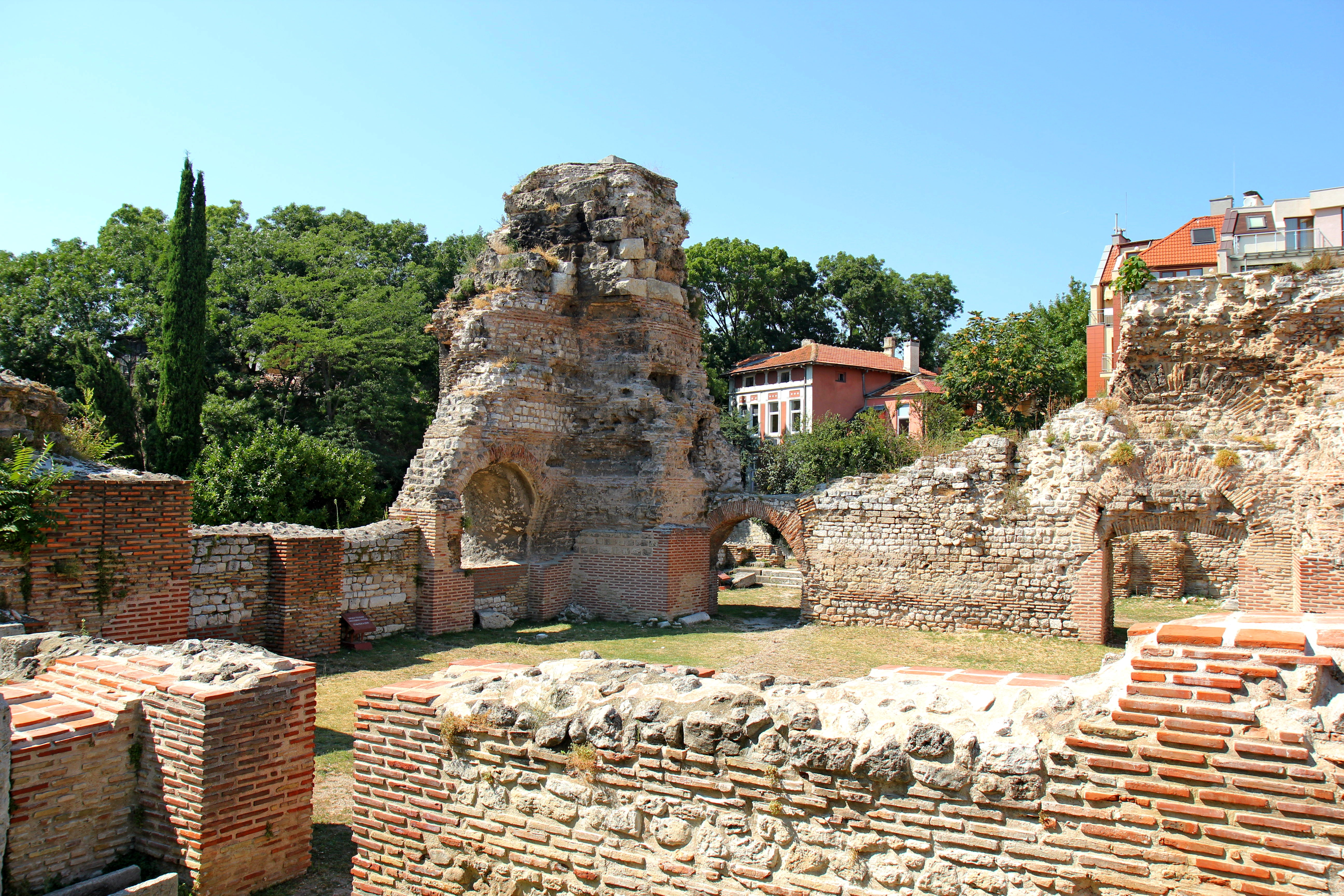
Termy rzymskie

- pozostałości budowli rzymskich (m.in. termy rzymskie)
- fundamenty bazylik z V i VII wieku
- resztki fortyfikacji bizantyjskich z VI wieku
- zabytki architektury tureckiej
- dwa trackie kurhany grobowe; jeden z nich w 1935 przekształcony na pomnik–mauzoleum Władysława III Warneńczyka
- sobór Zaśnięcia Matki Bożej
- cerkiew św. Atanazego
- Cerkiew św. Mikołaja w Warnie
- Cerkiew św. Petki w Warnie
- Akwarium w Warnie

## Kultura

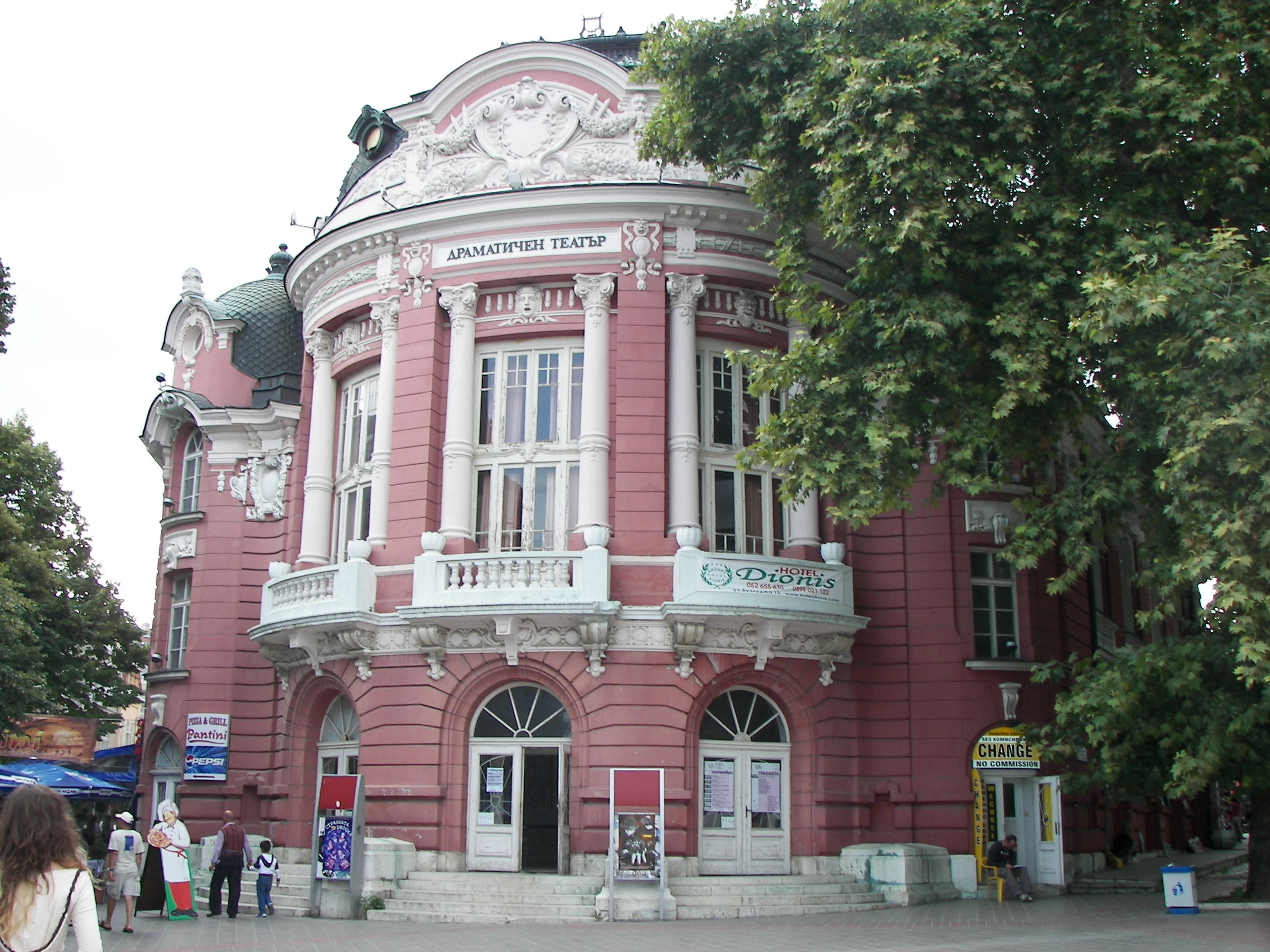
Teatr Dramatyczny i Opera Państwowa

W mieście działają Teatr Dramatyczny im. Stojana Baczwarowa oraz Opera Państwowa. Ma siedzibę tu także kilka placówek muzealnych, np. muzea archeologiczne, etnograficzne i historyczne.

## Gospodarka
W mieście rozwinął się przemysł stoczniowy, włókienniczy, odzieżowy, spożywczy, maszynowy, metalowy oraz chemiczny.

## Transport
W Warnie jest stacja kolejowa Warna, w pobliżu miasta mieści się port lotniczy Warna.

## Sport
W mieście mają siedzibę kluby piłkarskie Spartak Warna i Czerno More Warna, a w przeszłości istniał także klub Władysław Warna – pierwszy w historii mistrz Bułgarii w piłce nożnej.
W Warnie znajduje się Pałac Kultury i Sportu, oddany do użytku w 1968.

## Galeria

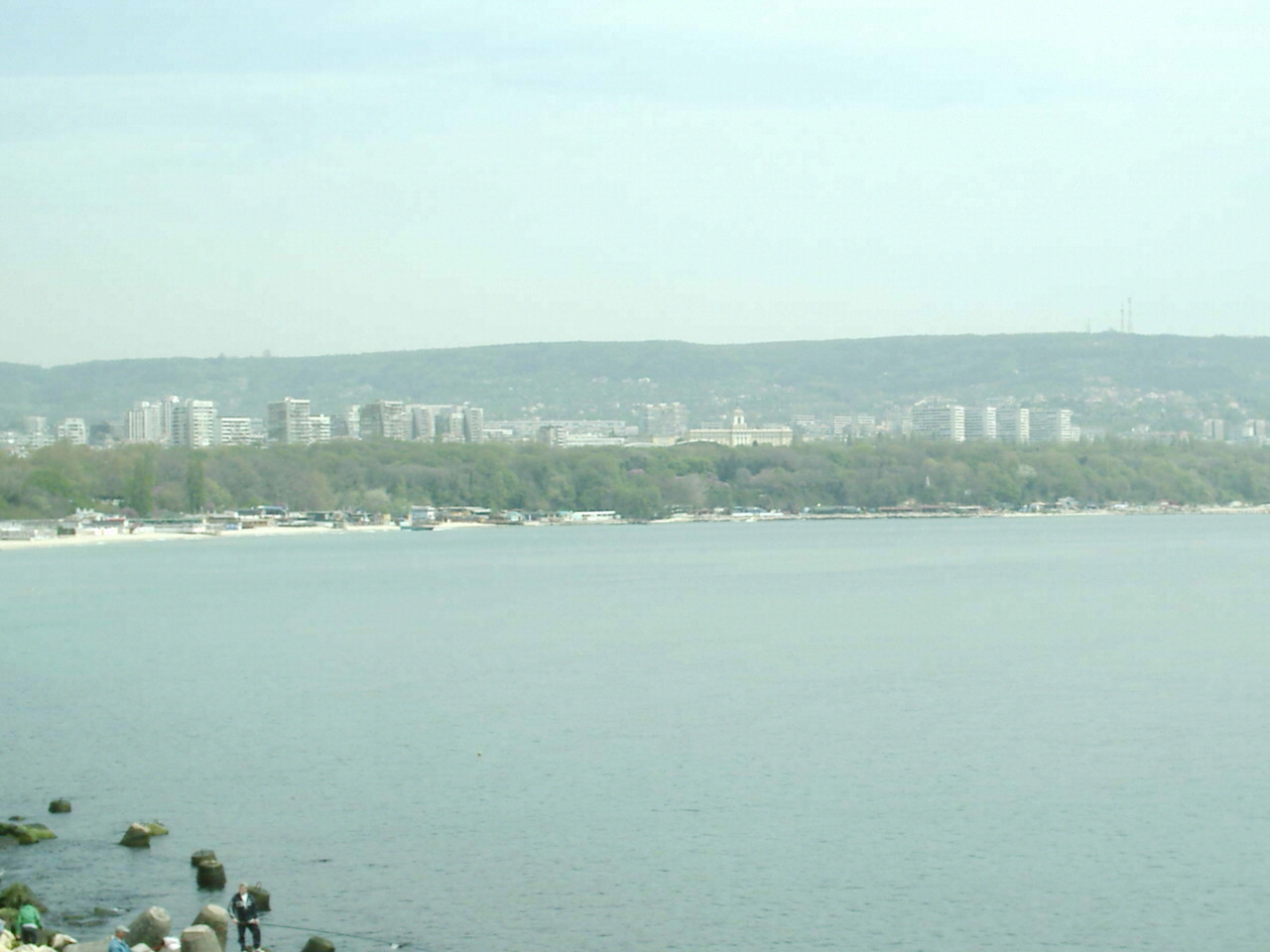
Plaża
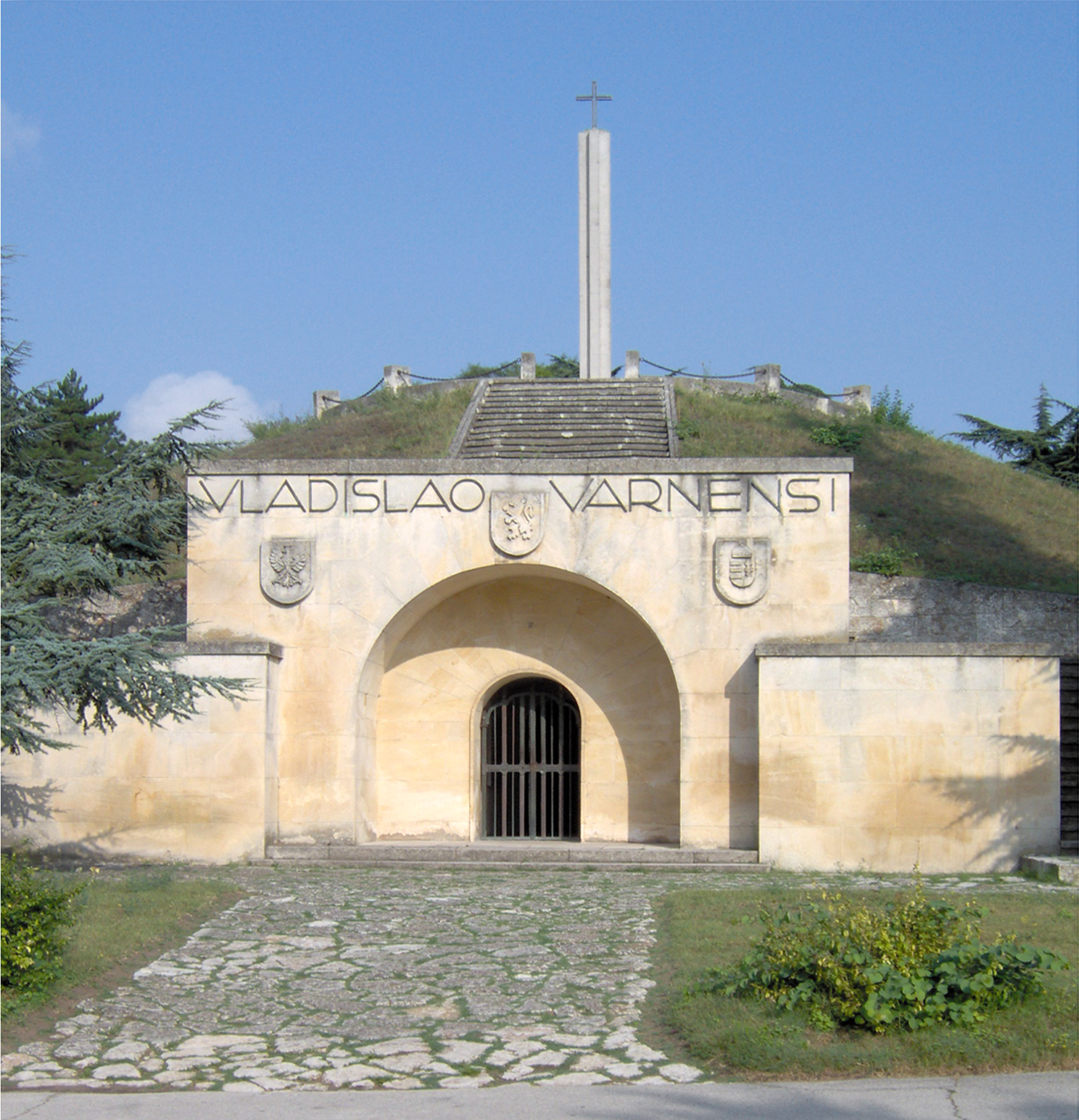
Symboliczne mauzoleum króla Władysława Warneńczyka
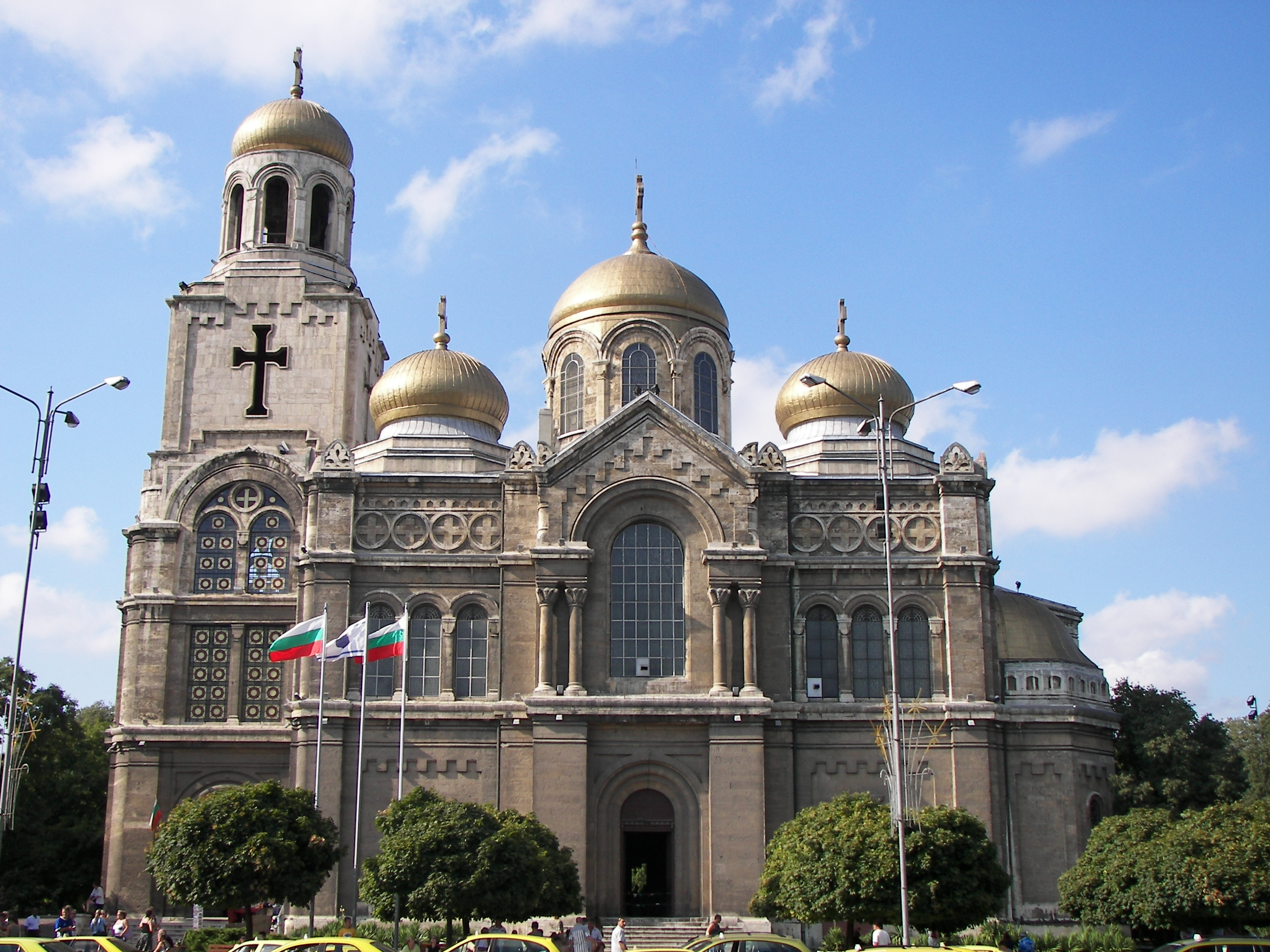
Sobór Zaśnięcia Matki Bożej – katedra metropolii warneńskiej i wielkopresławskiej
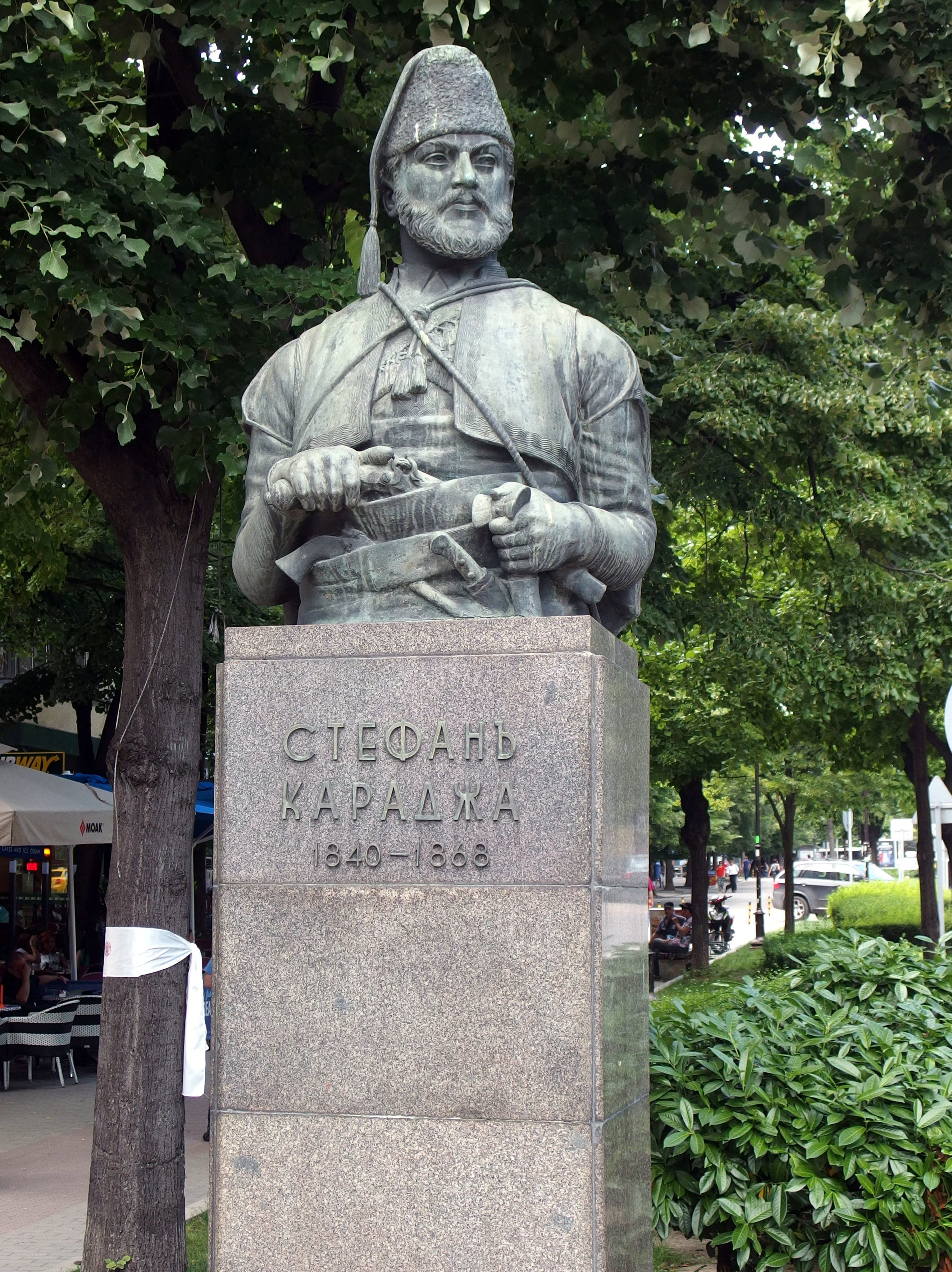
Pomnik Stefana Karadży
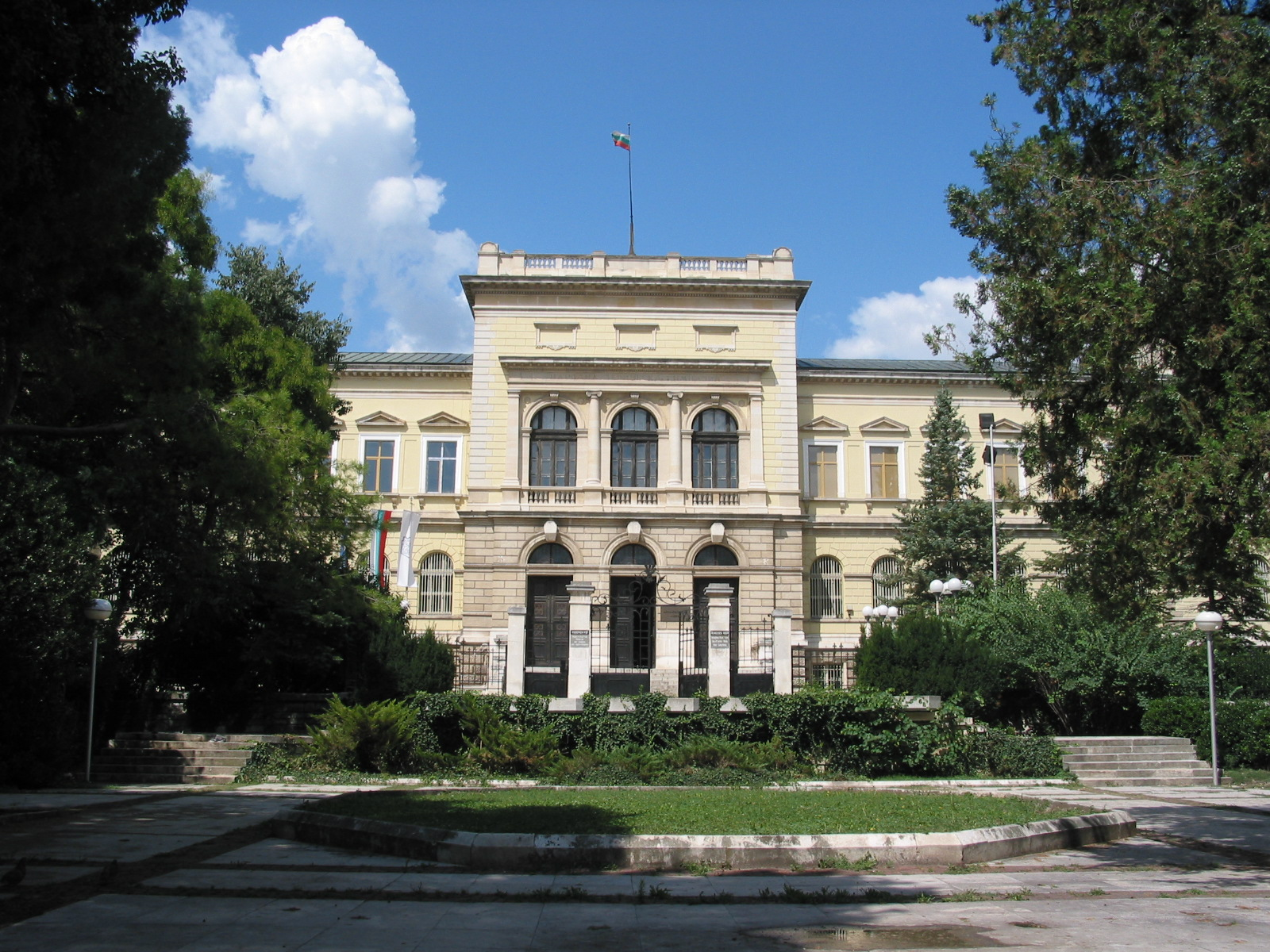
Muzeum Archeologiczne w Warnie
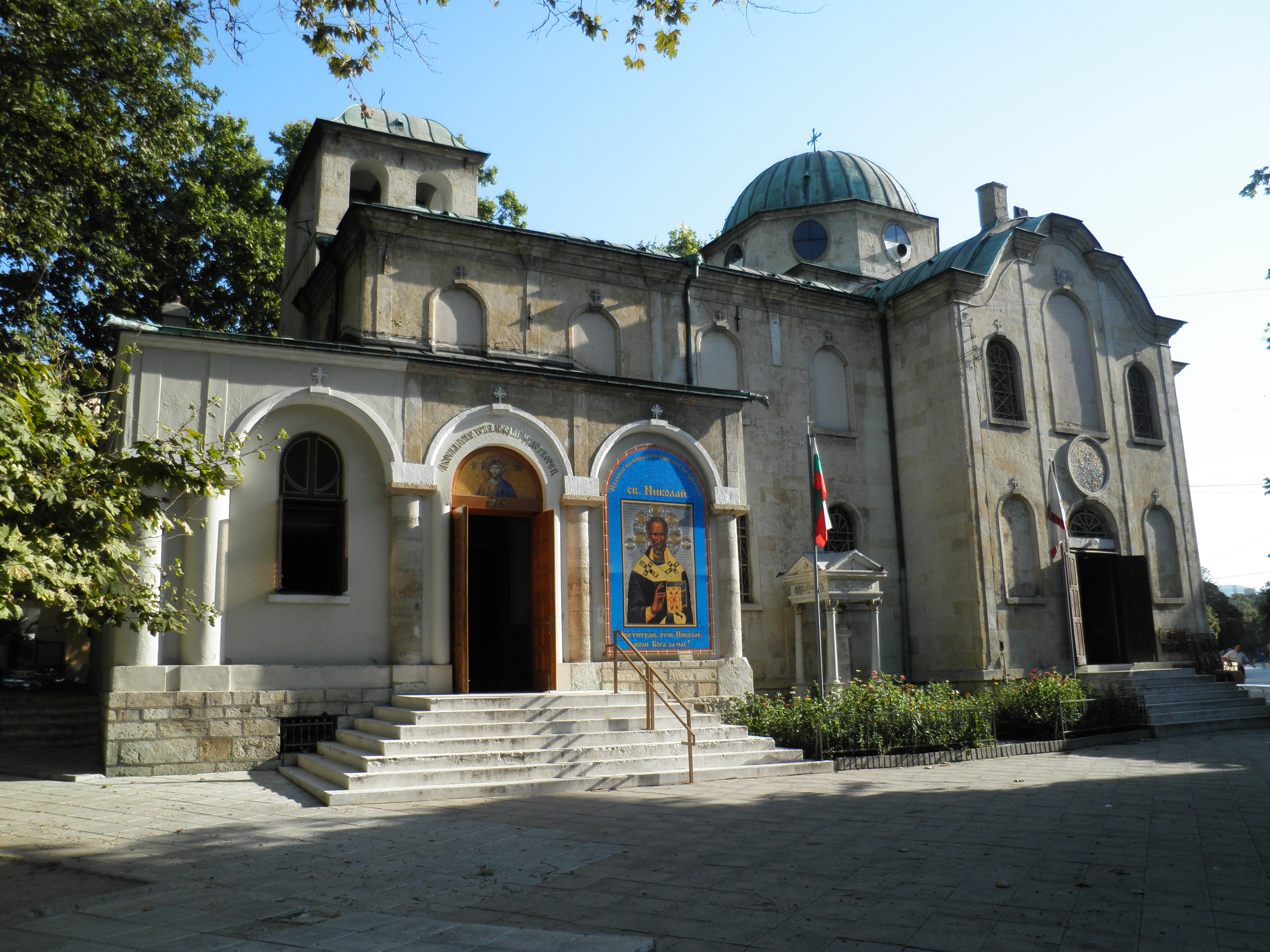
Cerkiew św. Mikołaja
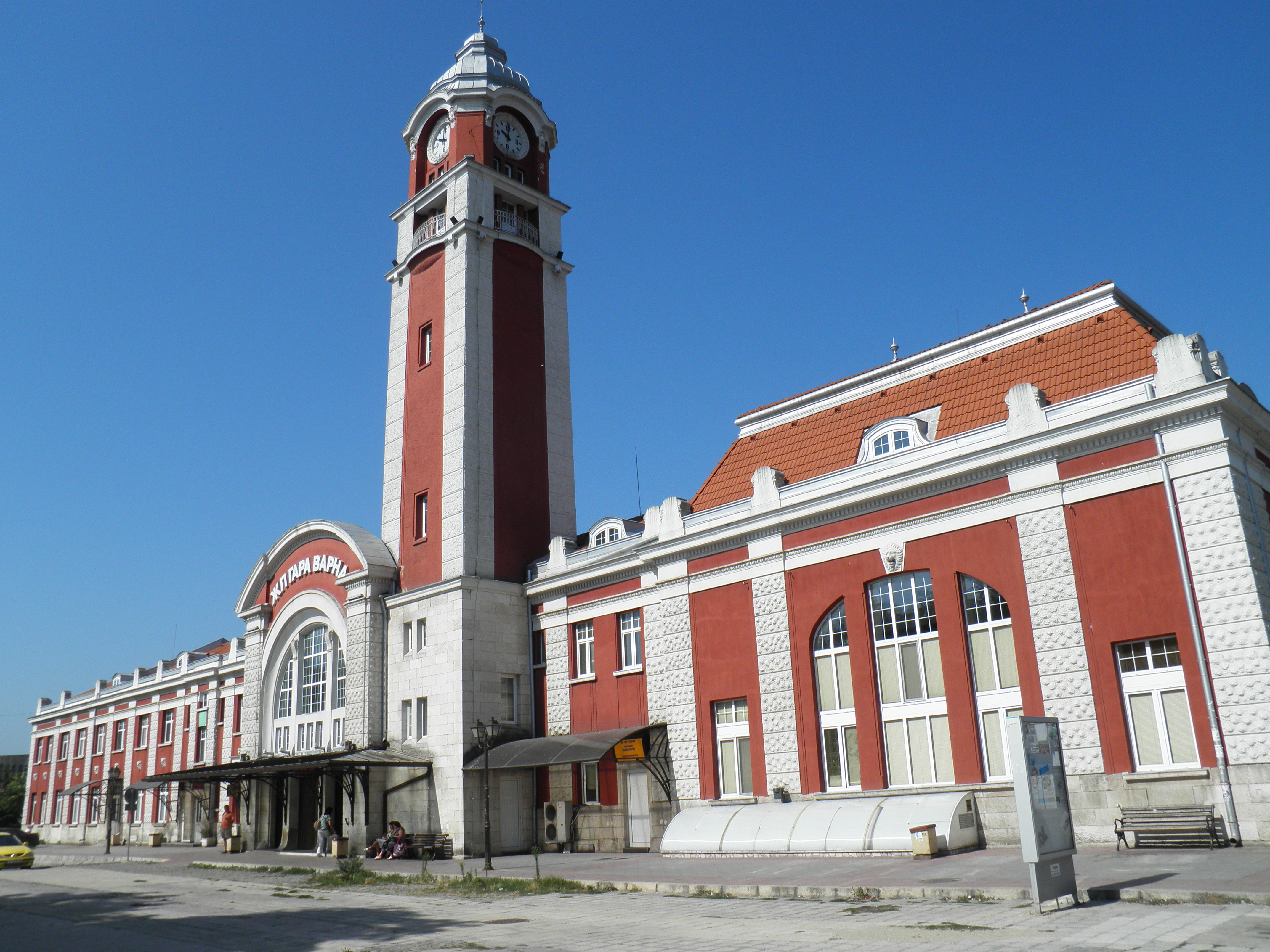
Dworzec kolejowy Warna
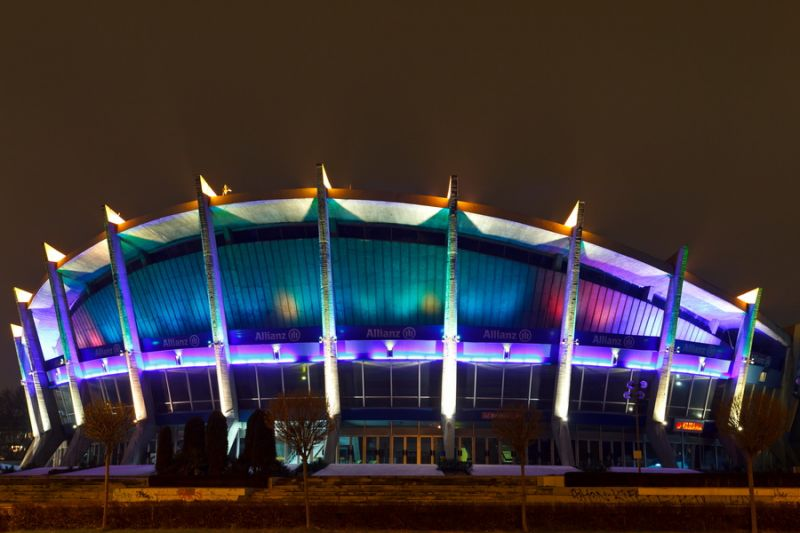
Pałac Kultury i Sportu
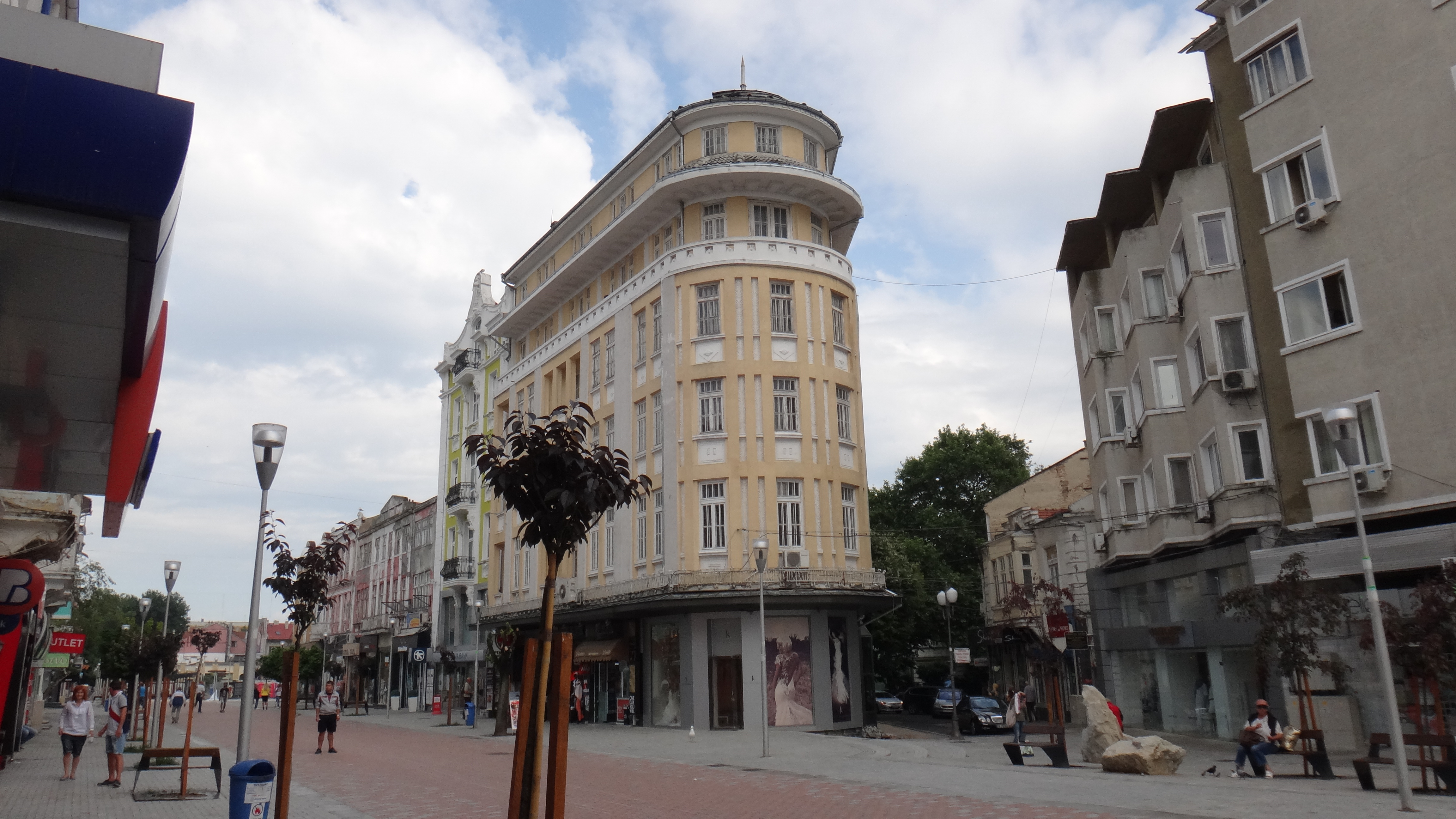
Bulwar kniazia Borysa I(inne języki)
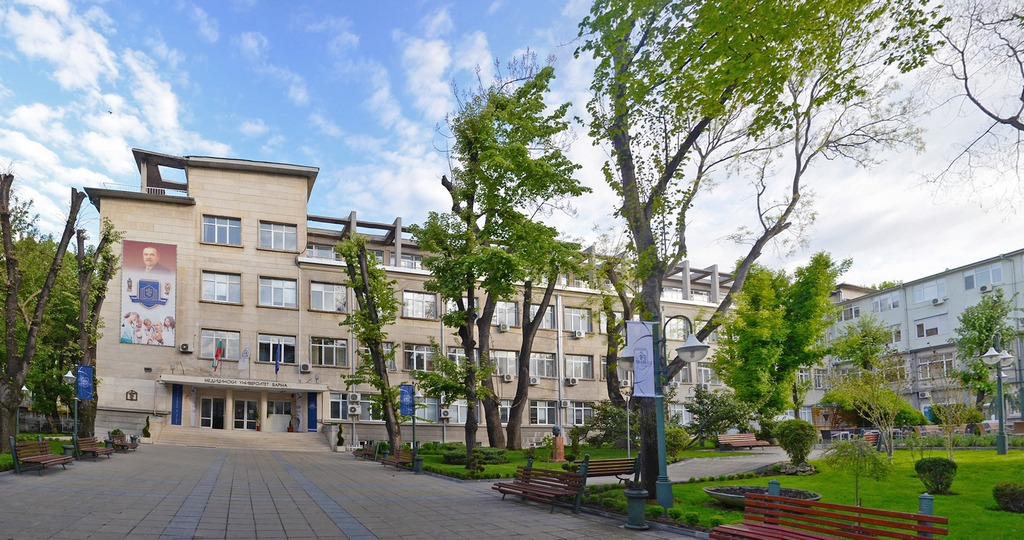
Uniwersytet Medyczny w Warnie
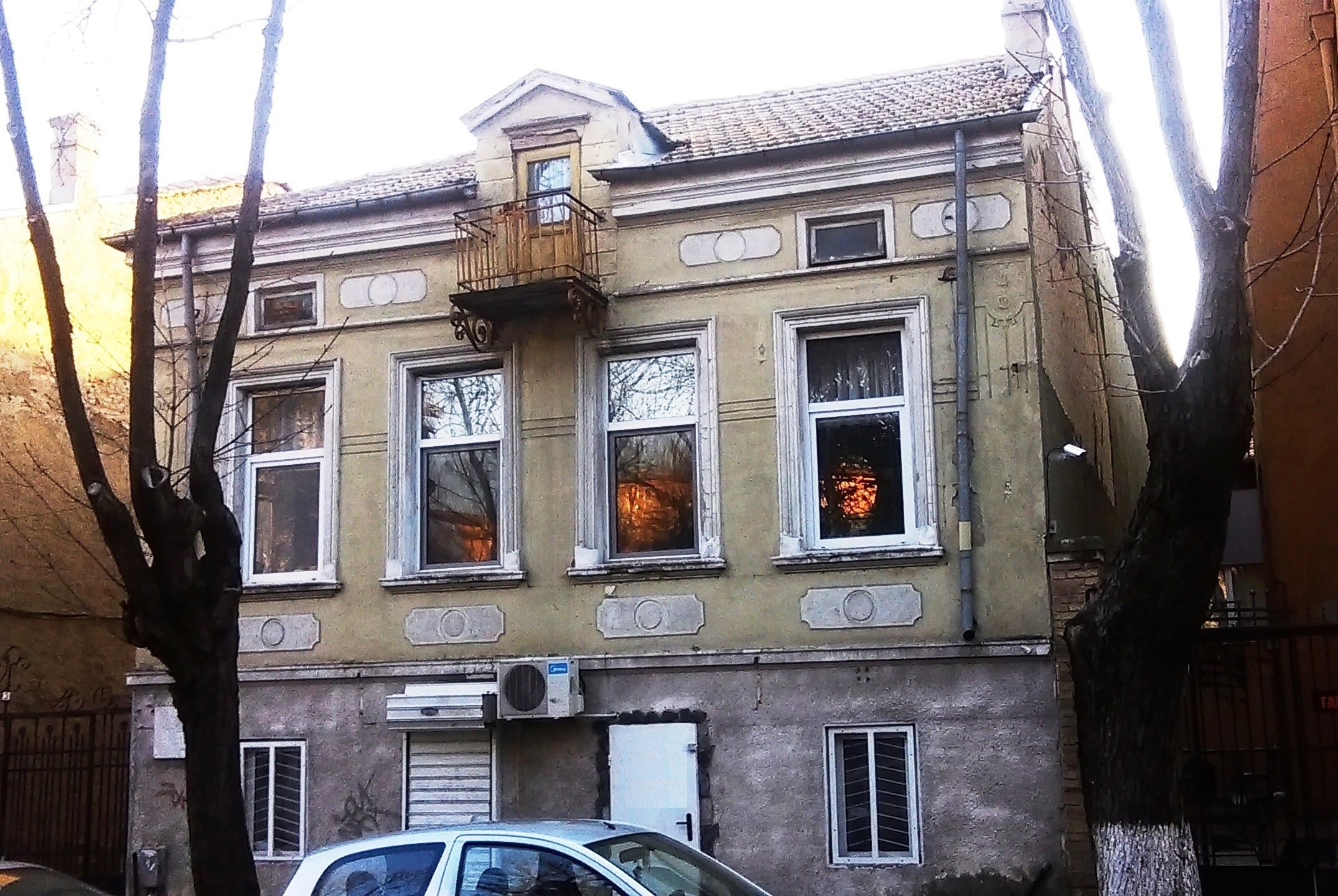
Dawny dom bułgarskiego kompozytora Swetosława Obretenowa(inne języki)
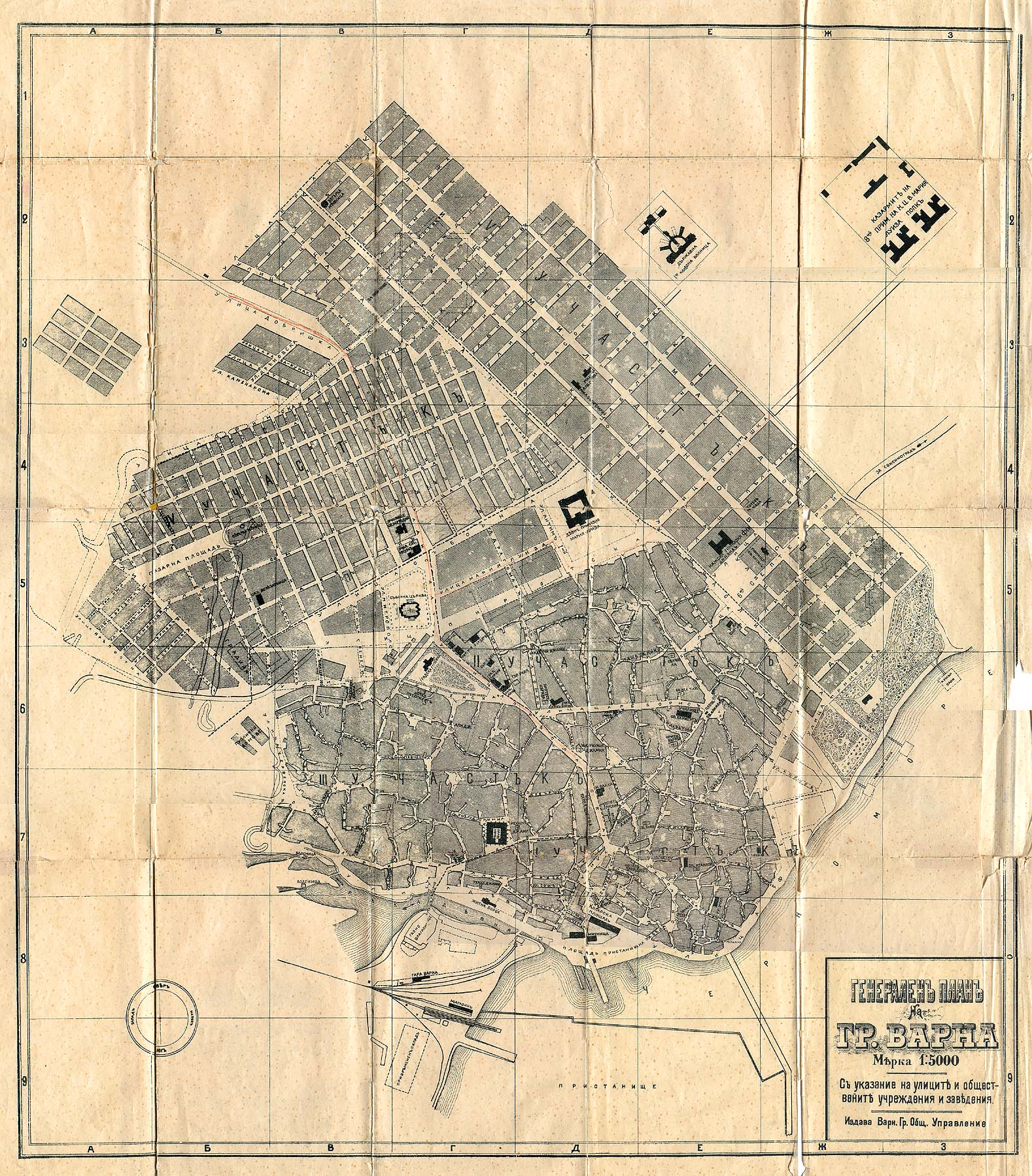
Plan Warny w 1897 roku

## Miasta partnerskie
- Aalborg
- Dordrecht
- Charków
- Akaba
- Odessa
- Malmö
- Turku
- Bradford
- Miami
- Rostock
- Nowosybirsk
- Pireus
- Memphis
- Amsterdam
- Waszyngton
- Karlsruhe
- Ningbo